# Смирнов, Павел Евдокимович
Павел Евдокимович Смирнов (1909) — советский железнодорожник, Герой Социалистического Труда.

## Биография
Родился в Любани в крестьянской семье. Трудиться на железной дороге начал с 16 лет. Работал конторщиком, разнорабочим, кочегаром, слесарем в депо Ленинград-Сортировочный-Московский. В 1930 году стал помощником машиниста, а спустя год, после окончания курсов, — машинистом локомотива. Опровергая отжившие свой век технические нормы и узаконенные скорости, Павел Евдокимович одним из первых стал водить тяжеловесные составы, проходя расстояние от Любани до Ленинграда вдвое быстрее, чем это было принято.
Все 900 дней блокады П. Е. Смирнов был приемщиком паровозов, возвращал в строй машины, поврежденные снарядами и бомбами фашистов. В 1944 г. принят в партию.
Когда страна начала восстановление разрушенного войной народного хозяйства, машинист Смирнов первым начал водить поезда из Волховстроя в Ленинград без промежуточной заправки водой. Его примеру последовали десятки железнодорожников Октябрьской магистрали. Впоследствии он в совершенстве освоил вождение тепловозов и первым повел составы двойного веса. Когда в депо начали поступать электровозы, Смирнов и эти машины изучил отлично. Однако тяжелая болезнь прервала его работу на локомотивах. Он был назначен начальником экипировки, занимаясь снаряжением локомотивов в рейсы. По его инициативе в депо были организованы краткосрочные курсы для молодых слесарей, многие из которых стали искусными мастерами-ремонтниками. По его предложению изменили карту технологического процесса осмотра и ремонта электровозов, благодаря чему ремонт значительно ускорился.
Павел Евдокимович — кавалер орденов Ленина и Трудового Красного Знамени, удостоен знаков «Почетный железнодорожник» и «Отличный паровозник». В 1957 г. ему присвоено звание Героя Социалистического Труда.